# Lacul Merritt

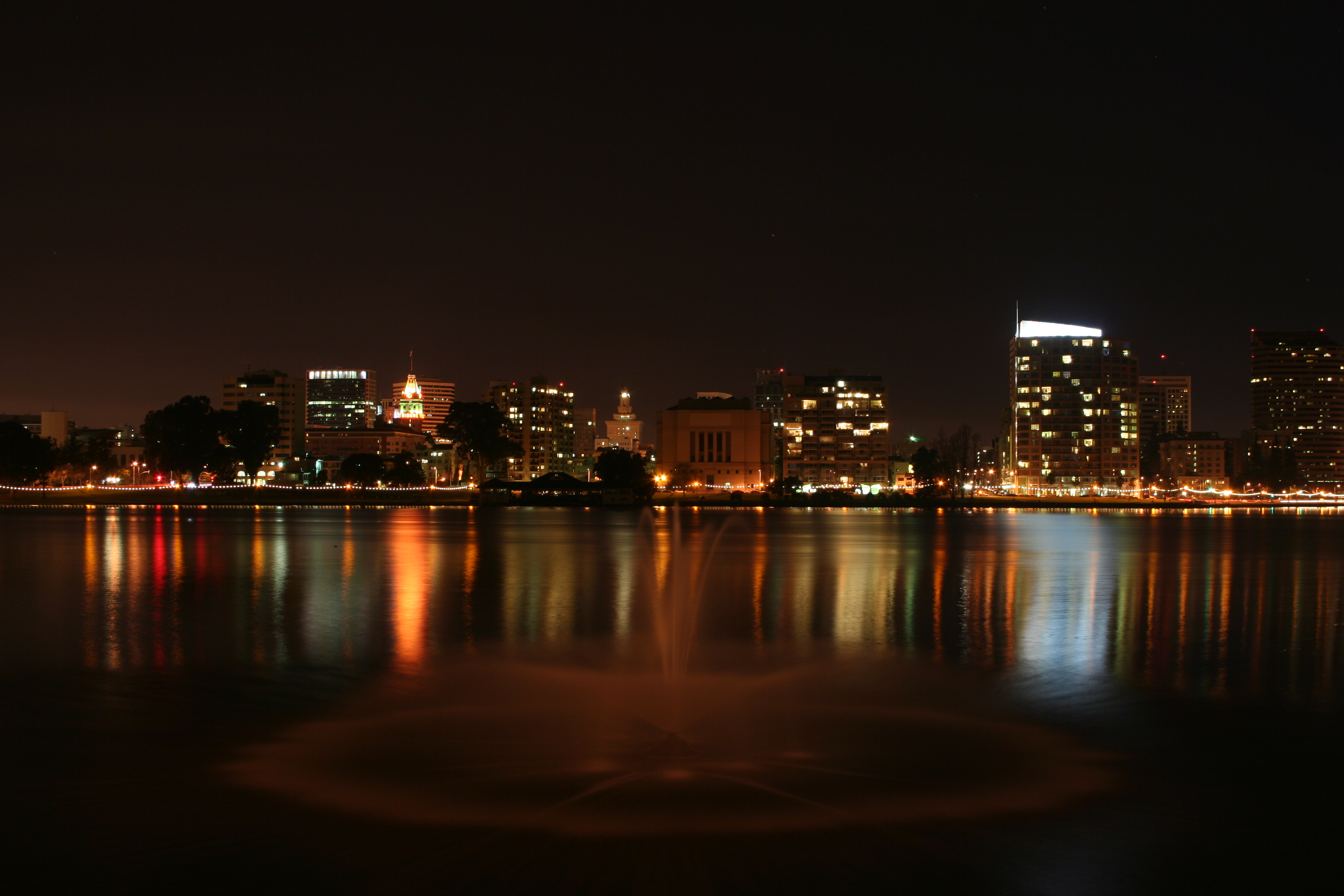
Lacul Merritt

Lake Merritt este un lac în zona centrală a orașului Oakland, statul  California,  Statele Unite ale Americii. Lacul este de fapt o lagună, fiind conectat la golful San Francisco printr-un canal. Lake Merritt este înconjurat de parcuri și de cartiere rezidențiale. În jurul lacului se află o promenada asfaltată, des folosită de rezidenții pasionați de alergare. Lungimea acesete promenade este aproximativ 5,6 kilometri.
Lake Merritt este important din punct de vedere istoric deoarece o zonă din perimetrul lacului a fost desemnată in 1870, ca prima zonă de conservare naturală oficială din Statele Unite.
Lake Merritt se referă și la stația de metrou BART din apropierea lacului.